# Irving Gertz
Irving Gertz (Providence (Rhode Island), 19 de mayo de 1915 – Los Ángeles, 14 de noviembre de 2008) fue un compositor estadounidense, conocido sobre todo por su piezas para películas de horror de Serie B y para series de televisión de la década de los 50 y 60.

## Biografía
Gertz tocaba el clarinete, piano y tuba cuando era joven. Estudió en el Providence College of Music. Posteriormente, Gertz esrudió composición con el teórico musical Walter Piston. Fue contratado por Columbia Pictures en 1938 pero tuvo que dejarlo para servir con el ejército estadounidense en la Segunda Guerra Mundial. Después de licenciarse, empezó a estudiar con el compositor Mario Castelnuovo-Tedesco.
Entre sus trabajos más conocidos fueron la banda sonora de westerns como Top Gun (1955) o Los intimidadores (1958), y otras películas de terror (a menudo sin estar acreditado), como The Alligator People (1959), Curse of the Undead (1959) and The Leech Woman (1960). His later film scores included Hell Bent for Leather (1960), Young Jesse James (1960), Marines, Let's Go (1961), The Fiercest Heart (1961), He Rides Tall (1964), Fluffy (1965) o Nobody's Perfect (1968).
Además, Gertz también trabajó para series de la 20th Century Fox TV como Daniel Boone, Land of the Giants o Voyage to the Bottom of the Sea. También trabajó para Warner Bros. en la serie de dibujos animados Daffy Rents en 1966, sustituyendo al compositor habitual William Lava. Gertz se retiró en 1968.